# Roman Staněk

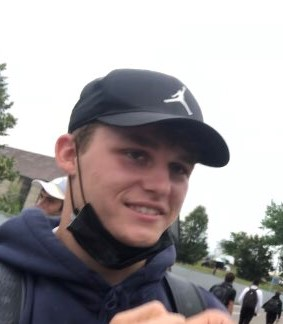
Roman Staněk in Spielberg 2021.

Roman Staněk (* 25. Februar 2004 in Valašské Meziříčí, Tschechien) ist ein tschechischer Automobilrennfahrer. Er fährt seit 2020 in der FIA-Formel-3-Meisterschaft.

## Karriere

### Kartsport
Staněk begann seine Karriere 2014 im Kartsport. Von 2014 bis 2016 fuhr er in der Kategorie MINI 60. 2017 fuhr er in der Kategorie OK Junior, während er im folgenden Jahr in der Kategorie OK teilnahm. 2018 erzielte er in der europäischen Meisterschaft in seiner Klasse den siebten Gesamtrang. Bei der Kart-Weltmeisterschaft erreichte er den 26. Rang.

### Formel 4
2019 wechselte Staněk vom Kartsport in den Formelsport. Er nahm in diesem Jahr an der italienischen Formel-4-Meisterschaft 2019 und der deutschen Formel-4-Meisterschaft 2019 mit dem Team US Racing teil. In der italienischen Meisterschaft erzielte er in 18 Rennen einen Sieg und vier Podestplätze, womit er den fünften Platz in der Meisterschaft erzielen konnte. in der deutschen Meisterschaft erzielte er 165 Punkte in 20 Rennen mit zwei Siegen und fünf Podestplätzen. Er beendete die Saison auf dem vierten Platz im Klassement. Außerdem fuhr er vier Rennen als Gaststarter in der Formel-4-Meisterschaft der Vereinigten Arabischen Emirate 2019 für Dragon Racing.

### Formel 3
2020 unterschrieb Staněk einen Vertrag mit Prema Racing in der Formula Regional European Championship 2020. Vor dem eigentlichen Saisonstart wechselte er allerdings in die FIA-Formel-3-Meisterschaft 2020 zu Charouz Racing System, wo er Niko Kari ersetzte. Er erzielte in dieser Saison drei Punkte, womit er den 21. Platz in der Gesamtwertung erzielen konnte. Außerdem fuhr er ein Rennwochenende im Formel Renault Eurocup 2020 für MP Motorsport.
2021 wechselte Staněk zum Team Hitech Grand Prix. Mit zwei Podestplätzen und insgesamt 29 Punkten erreichte er den 16. Platz in der Meisterschaft. In diesem Jahr fuhr er für Hitech ebenfalls in der asiatischen Formel-3-Meisterschaft, welche er auf dem 10. Gesamtrang beendete. Überdies fuhr er in der Euroformula-Open-Saison 2021 für das deutsche Team Motorpark drei Rennen. In diesen Rennen erzielte Staněk zwei Podestplätze, wobei er einen Sieg einfahren konnte. Mit 55 Punkten und nur einem gefahrenen Rennwochenende beendete er die Saison auf dem 12. Platz.

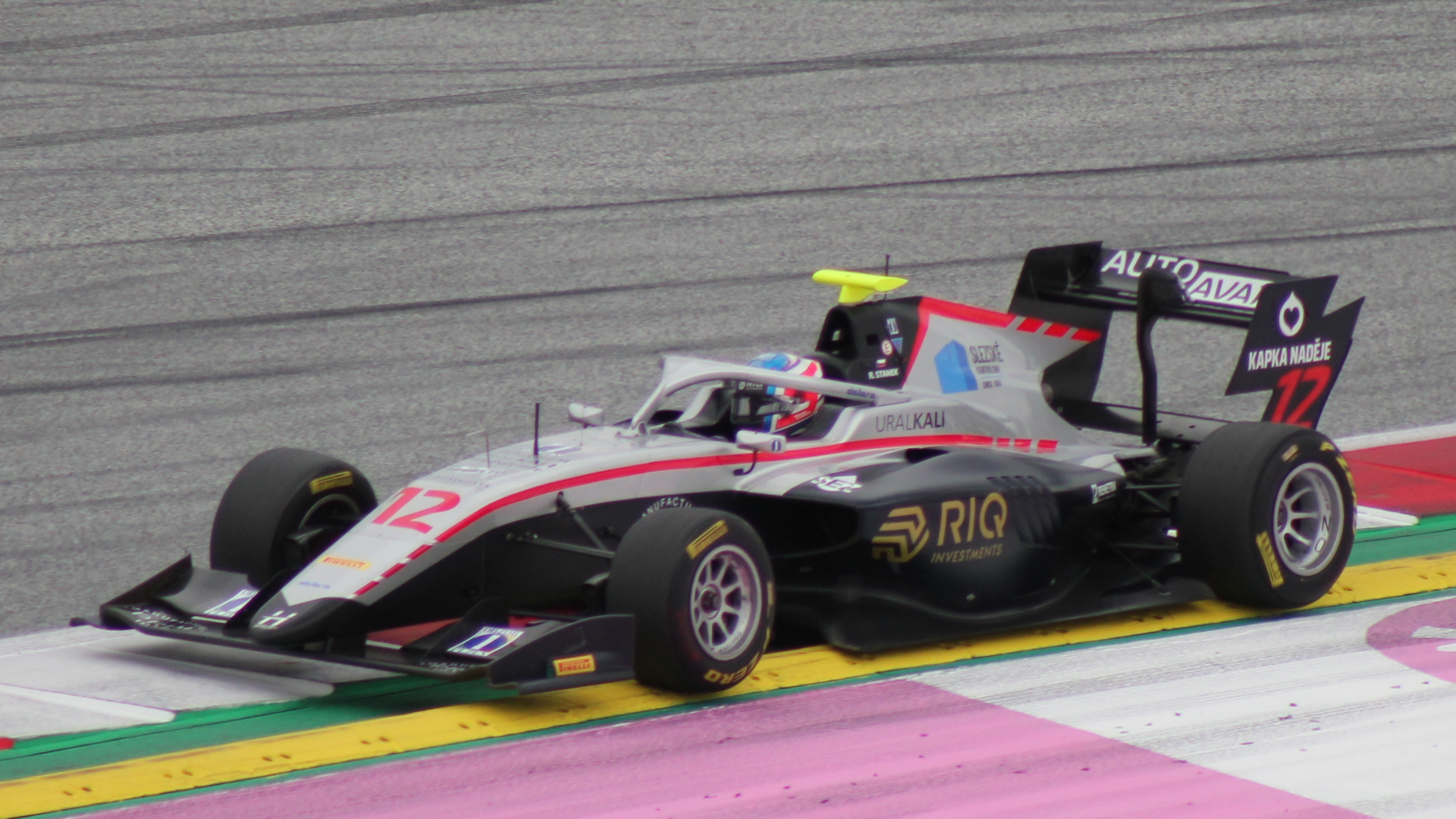
Roman Staněk bei der FIA-Formel-3-Meisterschaft 2021 in Spielberg.

Nachdem er bereits 2021 an den Tests nach der Saison für Trident Racing teilgenommen hatte, schloss sich Staněk dem Team für die FIA-Formel-3-Meisterschaft 2022 an. Beim zweiten Saisonlauf auf dem Autodromo Enzo e Dino Ferrari erzielte er im Hauptrennen seinen ersten Sieg in der FIA-Formel-3-Meisterschaft. Im dritten Qualifying der Saison auf dem Circuit de Barcelona-Catalunya fuhr er die schnellste Rundenzeit, sodass er zum ersten Mal von der Pole-Position in ein Formel-3-Hauptrennen starten konnte. Staněk beendete das Hauptrennen auf Platz zwei hinter Victor Martins. Im restlichen Saisonverlauf folgten jedoch nur zwei weitere Podiumsplatzierungen: beim Meisterschaftslauf in Spa-Francorchamps konnte er sowohl im Sprint als auch im Hauptrennen den zweiten Rang belegen. Mit 117 Punkten belegte er den fünften Platz in der Gesamtwertung.

### Formel 2
2023 stieg Staněk für das Trident-Team in die Formel 2 auf. Er punktete bei sechs von 26 Saisonrennen, wobei ein fünfter Platz im Sprintrennen auf dem Red Bull Ring sein bestes Saisonergebnis war. In der Gesamtwertung belegte er den 18. Platz. Außerdem nahm er am Macau Grand Prix teil und wurde bei dem Rennen Zwölfter.
2024 ist die zweite Saison von Roman Staněk in der FIA-Formel-2-Meisterschaft. Beim Sprint auf dem Albert Park Circuit gewann er sein erstes Rennen in der Formel 2: er kam zwar als Zweiter ins Ziel, profitierte aber von einer nachträglichen 10-Sekunden-Strafe gegen den Erstplatzierten Isack Hadjar.

## Sonstiges
Roman Staněk ist seit 2019 Teil des Juniorenteams vom Alfa Romeo.

## Statistik

### Zusammenfassung
| Saison | Serie                               | Team                  | Rennen | Siege | Poles | Podien | Punkte | Position |
| ------ | ----------------------------------- | --------------------- | ------ | ----- | ----- | ------ | ------ | -------- |
| 2019   | Italienische Formel-4-Meisterschaft | US Racing             | 21     | 1     | 6     | 4      | 144    | 5.       |
| 2019   | Deutsche Formel-4-Meisterschaft     | US Racing             | 20     | 2     | 0     | 5      | 165    | 4.       |
| 2020   | FIA-Formel-3-Meisterschaft          | Charouz Racing System | 18     | 0     | 0     | 0      | 3      | 21.      |
| 2020   | Formel Renault Eurocup              | MP Motorsport         | 2      | 0     | 0     | 2      | 2      | 18.      |
| 2021   | FIA-Formel-3-Meisterschaft          | Hitech Grand Prix     | 20     | 0     | 0     | 2      | 29     | 16.      |
| 2021   | Euroformula-Open-Saison             | Team Motopark         | 3      | 1     | 0     | 2      | 55     | 12.      |
| 2021   | Asiatische-Formel-3-Meisterschaft   | Hitech Grand Prix     | 15     | 0     | 0     | 0      | 60     | 10.      |